# Гнилуша (Эртильский район)
Гнилуша — село в Эртильском районе Воронежской области России.
Входит в состав Битюг-Матрёновского сельского поселения.

## География
Расположено на левом берегу реки Битюг, в низинной её части, у двух протоков с названием Гнилушка.

### Улицы
- ул. Дорожная
- ул. Луговая
- ул. Полевая
- ул. Садовая
- ул. Свободы
- ул. Славы

## История
Основано в начале XVIII века переселенцами из Елецкого уезда Орловской губернии, Лебедянского уезда Тамбовской губернии и Воронежского уезда. Входило в состав Демшинского уезда Тамбовской губернии, Бобровского уезда и Усманского уезда Воронежской губернии (1923—1928).

## Население
| 1859 | 1897  | 2000 | 2010 |
| ---- | ----- | ---- | ---- |
| 1136 | ↗2026 | ↘312 | ↘236 |